# فيليب بورنيف
فيليب بورنيف (بالإنجليزية: Philip Bourneuf)‏ هو ممثل أمريكي، ولد في 7 يناير 1908 في الولايات المتحدة، وتوفي في 23 مارس 1979 بسانتا مونيكا في الولايات المتحدة.

## أعمال

### أفلام
- (1944) النصر المجنح
- (1948) جان دارك

## وصلات خارجية
- فيليب بورنيف على موقع IMDb (الإنجليزية)
- فيليب بورنيف على موقع ألو سيني (الفرنسية)
- فيليب بورنيف على موقع أول موفي (الإنجليزية)
- فيليب بورنيف على موقع قاعدة بيانات برودواي على الإنترنت (الإنجليزية)
- فيليب بورنيف على موقع قاعدة بيانات برودواي على الإنترنت (الإنجليزية)
- فيليب بورنيف على موقع قاعدة بيانات الأفلام السويدية (السويدية)
- فيليب بورنيف على موقع قاعدة بيانات الفيلم (الإنجليزية)
- فيليب بورنيف على موقع كينوبويسك (الروسية)